# Kirsten Olson
Kirsten Olson (Burnsville, Minnesota, 10 de outubro de 1991) é uma ex-patinadora artística e atriz norte-americana. Ela atuou no filme da Disney Ice Princess (Sonhos no Gelo no Brasil) no papel de Nikki Fletcher, a 'Jumping Shrimp' ("Pipoquinnha" na versão brasileira). 

## Principais resultados
| Campeonato dos Estados Unidos – Júnior   |                   |                 | 9.ª               | 7.ª              | 13.ª              |
| Campeonato dos Estados Unidos – Noviço   | 5.ª               |                 |                   |                  |                   |
| NACS Kansas City – Júnior                |                   | Medalha de ouro |                   |                  |                   |
| Seccional Centro-Oeste – Júnior          |                   |                 | Medalha de bronze | Medalha de prata | Medalha de bronze |
| Seccional Centro-Oeste – Noviço          | Medalha de prata  |                 |                   |                  |                   |
| Regional Grandes Lagos Superior – Júnior |                   |                 | Medalha de ouro   | Medalha de ouro  | Medalha de bronze |
| Regional Grandes Lagos Superior – Noviço | Medalha de bronze |                 |                   |                  |                   |

## Filmografia
| Filme | Filme        | Filme          |
| Ano   | Filme        | Papel          |
| ----- | ------------ | -------------- |
| 2005  | Ice Princess | Nikki Fletcher |